# زیردریایی فورل
فورِل (روسی: Форель) یا فورِله (آلمانی: Forelle) یک زیردریایی کوچک ساخت شرکت کروپ در آلمان بود که سال ۱۹۰۳ به آب انداخته شد. کروپ این زیردریایی را با سرمایه‌گذاری شخصی ساخت اما با وجود عملکرد نسبتاً خوب مورد توجه نیروی دریایی امپراتوری آلمان قرار نگرفت. نیروی دریایی امپراتوری روسیه زیردریایی را سال ۱۹۰۴ خریداری کرد. در خدمت این نیرو در امپراتوری روسیه بود تا این که در اثر یک حادثه هنگام شیرجه در سال ۱۹۱۰ غرق شد.

## طراحی
ریموندو لورنزو د اِکویلی-مونت‌ژوستین، مهندس اسپانیایی سال ۱۹۰۱ طرحی برای یک زیردریایی جدید بر مبنای زیردریایی فرانسوی ناروال به وزرات نیروی دریایی فرانسه ارائه کرد که مورد پذیرش قرار نگرفت. د اکویلی سال بعد طرح خود را به نزد شرکت کروپ در اسن در آلمان برد. به توصیه شرکت گرمانیاورفت که به تازگی به تملک کروپ درآمده بود، کروپ مجوز ساخت یک نمونه آزمایشی بر مبنای طرح دریافت شده را صادر کرد و یک قرارداد بلند مدت با آن به انعقاد رساند. کارهای اولیه از اوایل ماه فوریه سال ۱۹۰۲ آغاز شد.
طراحی یک زیردریایی دوکی‌شکل با طول ۱۳ متر و وزن ۱۵٫۵ تن را در نظر داشت. نیرو محرکه توسط یک موتور الکتریکی با ۶۵ اسب بخار توان و دور بر دقیقه ثابت تأمین می‌شد. با نگرانی از امکان انفجار موتورهای دیزل و بنزینی، تصمیم به استفاده از موتورهای پارافینی یا نفتی گرفته شد. محفظه‌های سوخت بیرون از بدنه بودند. سکان با زاویه متغیر سرعت زیردریایی را تنظیم می‌کرد. در ابتدا قصد استفاده از باتری‌های پوده‌ای (نخست ۱۰۸ سلول، بعداً ۹۴ سلول) وجود داشت. به هر صورت با وجود برخی مزایا، معایبی همچون امکان نگهداری و همچنین توسعه‌پذیری ضعیف این گونه باتری‌ها، موجب صرف نظر از آن شد. محفظه‌های شیرجه و جبرانی به بدنه یگانه زیردریایی متصل بودند. هدایت شناور به کمک یک پریسکوپ نوع سایس کوچک و قابل تنظیم از یک سکو در زیر دریچه در مرکز زیردریایی صورت می‌گرفت. بالک‌های دریایی هدایت در جلوی زیردریایی بودند. در پشت فقط یک صفحه تثبیت‌کننده قرار گرفت که یک انحنای ۱٫۵ درجه‌ای رو به جلو داشت. تغییر حالت این صفحه با بالک‌های سکان که به آن متصل بود انجام می‌شد.
دو محفظه استوانه‌ای‌شکل برای دو اژدر کالیبر ۴۵ سانتی‌متر در اطراف بدنه تعبیه گشت. درپوش دهانه این محفظه‌ها با دو موتور الکتریکی کوچک باز و بسته می‌شد. شلیک اژدرها به کمک هوای فشرده صورت می‌گرفت. شلیک یکی از اژدرها سبب پر شدن آب در محفظه آن و کج‌شدن ۲۰ درجه‌ای زیردریایی بدان سمت می‌شد. طراحی زیردریایی برای حمل آن توسط کشتی‌های جنگی بزرگ‌تر بود؛ بدین جهت گیره‌هایی برای بلند کردن آن بر روی بدنه قرار داشت.

## ساخت و کارآزمایی
روز ۲۸ ژوئیه سال ۱۹۰۲ اسم رمز «لویخت‌بویه» (بویه‌چراغ) بر این زیردریایی نهاده شد و ساخت آن به گرمانیاورفت محول گردید. کار ساخت با قرار گرفتن مازه از روز ۱۹ فوریه سال ۱۹۰۳ آغاز شد و روز ۸ ژوئن همان سال به پایان رسید. کارآزمایی دریایی بین روزهای ۲۳ ژوئن تا ۶ دسامبر توسط د اکویلی و کریتسلر، سر مهندس دریایی گرمانیاورفت انجام گرفت. پس از مواجهه با مقداری دشواری در چرخش، هدایت کلی شناور مطلوب به نظر می‌رسید. زیردریایی زیر سطح به سرعت ۵٫۵ گره می‌رسید و می‌توانست در سرعت ۴ گره به برد ۲۵ مایل دریایی دست یابد. نام فورِله (قزل‌آلا) برای آن برگزیده شد.
پاییز سال ۱۹۰۳ قیصر ویلهلم دوم، امپراتور آلمان شخصاً فورله را مورد بازرسی قرار داد. روز ۲۳ سپتامبر شاهزاده هاینریش فون پرویسن، برادر امپراتور در یک کارآزمایی شیرجه حضور داشت و زیردریایی را هدایت کرد. فورله برای نیروی دریایی امپراتوری آلمان و نمایندگان سایر کشورها به نمایش درآمد. گرمانیاورفت امیدوار بود قراردادهایی برای ساخت زیردریایی‌های بزرگ‌تر دریافت کند؛ بدین جهت حتی پیشنهادهای خارجی و داخلی در ساخت فورله اعمال شد. امپراتوری روسیه که از سال ۱۹۰۴ درگیر جنگ با امپراتوری ژاپن شده بود، به دنبال ایجاد یک ناوگان دریایی مدرن برای خود بود. گرمانیاورفت کمیته فنی از روسیه را برای بررسی فورله به آلمان دعوت کرد. دو افسر روس با تجربه در زمینه زیردریایی، روز ۲۵ مارس سال ۱۹۰۴ از آن در اکرنفورده بازدید نمودند. با وجود متلاطم بودن دریا فورله قابلیت خوبی در هدایت‌پذیری نشان داد. در نتیجه، روسیه روز ۲۰ آوریل سفارش ساخت سه زیردریایی به وزن ۲۰۵ تن و موتورهای ۴۰۰ اسب بخاری را به گرمانیاورفت ارائه کرد. یک قرارداد رسمی ماه ژوئن به امضا رسید. دریافت فورله نیز جزو این قرارداد بود.

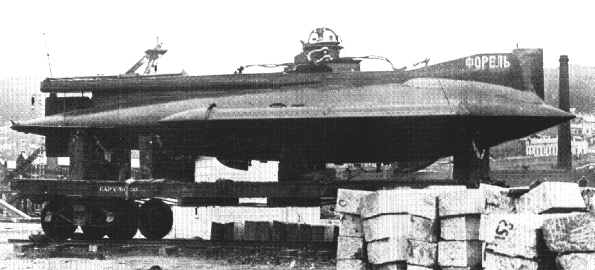
فورله در حال انتقال با ریل

فورله روز ۲۰ ژوئن به کمک ریل از بندر کیل راهی سن پترزبورگ شد. آن‌جا کارآزمایی‌های شیرجه و شلیک را در ماه‌های ژوئن و اوت انجام داد سپس با ریل به ولادی‌وستوک فرستاده شد.